# Премьер-министр Пакистана
Премье́р-мини́стр Пакиста́на (урду  وزیر اعظم‎) — глава правительства Пакистана. Избирается Национальной ассамблеей Пакистана, чаще всего является лидером партийной коалиции, получившей большинство голосов. Президент имеет право отстранить от должности премьер-министра, распустив ассамблею и назначив новые выборы. Семнадцатая поправка к Конституции разрешила Верховному суду Пакистана накладывать вето на решения президента об отстранении премьер-министра.
В периоды военного положения должность премьер-министра была отменена, обязанности главы исполнительной власти исполнял президент.